# Arnošt Polák
Plk. v.v. Arnošt Polák, rozený Pollak, (23. září 1923 Praha – 27. září 2017 Anglie) byl příslušník 311. československé bombardovací perutě britského královského letectva RAF v době druhé světové války.

## Život
Pocházel z židovské rodiny. V šestnácti letech se dostal do Velké Británie. V roce 1941 se jako již plnoletý přihlásil do československé zahraniční armády. Létal u 311. perutě RAF jako palubní střelec a radiotelegrafista na britských bombardérech Vickers Wellington a později na amerických Consolidated B-24 Liberator. Mezi úkoly jeho letky bylo hlídkování nad Atlantským oceánem a útoky na německé ponorky v rámci Coastal Command.
V RAF dosáhl hodnosti Warrant Officer. A v roce 2010 byl povýšen do hodnosti plukovníka (Group Captain).
Na konci války se vrátil do vlasti, ale již v roce 1946 zřejmě v předtuše dalšího politického vývoje odešel z armády a vrátil se zpět na britské ostrovy.
Byl nositelem mnoha vyznamenání a v červnu 2017 mu prezident České republiky Miloš Zeman udělil medaili Za hrdinství. Rozloučení se zesnulým bylo naplánováno na 18. října 2017 ve 14.45 hodin v krematoriu Rendals Park, Leatherhead, Surrey KT22 0AG.